# Trithemis brydeni
Trithemis brydeni is een libellensoort uit de familie van de korenbouten (Libellulidae), onderorde echte libellen (Anisoptera).
De soort staat op de Rode Lijst van de IUCN als gevoelig, beoordelingsjaar 2009.
De wetenschappelijke naam Trithemis brydeni is voor het eerst geldig gepubliceerd in 1970 door Pinhey.